# Otok Krk
Otok Krk este o arie protejată (sit de importanță comunitară — SCI) din Croația întinsă pe o suprafață de 37.741,06 ha, integral pe uscat.

## Localizare
Centrul sitului Otok Krk este situat la coordonatele 45°04′04″N 14°37′03″E / 45.067739°N 14.617438°E.

## Înființare
Situl Otok Krk a fost declarat sit de importanță comunitară în iulie 2013 pentru a proteja 5 specii de animale.

## Biodiversitate
Situată în ecoregiunea mediteraneană, aria protejată conține 7 habitate naturale: Pante stâncoase calcaroase cu vegetație casmofită, Faleze cu vegetație de Limonium spp. endemic de pe coastele mediteraneene, Peșteri inaccesibile publicului, Vegetație anuală la limita mareei, Iazuri temporare mediteraneene, Pajiști uscate din regiunea submediteraneeană estică (Scorzoneratalia villosae), Grohotișuri est-mediteraneene.
La baza desemnării sitului se află mai multe specii protejate:
- mamifere (2): liliac cu aripi lungi (Miniopterus schreibersii), liliac cu urechi de șoarece (Myotis blythii)
- reptile (3): șarpele cu patru dungi (Elaphe quatuorlineata), Elaphe situla, țestoasă bănățeană (Testudo hermanni)